# Copa Intertoto 1968
La Copa Intertoto 1968 fue la octava edición de este torneo de fútbol a nivel de clubes de Europa.
En esta edición participaron 50 equipos, con la participación por primera vez de equipos de Portugal y España.
Fue la segunda edición consecutiva que no decretó un ganador definido, pero quien consiguió un mejor rendimiento en el torneo fue el Odra Opole de Polonia.

## Fase de grupos
Los 50 equipos fueron divididos en 14 grupos, 6 de la sección A y 8 de la sección B. En la sección A participaron los equipos de Bélgica, Italia, Países Bajos, España y Portugal; mientras que en la sección B participaron los equipos de Alemania Oriental y Dinamarca. Los equipos de Alemania Occidental, Austria, Suecia, Polonia, Checoslovaquia y Suiza fueron ubicados en ambas secciones.

### Grupo A1
| Club           | G | E | P | GF | GC | Pts. |
| -------------- | - | - | - | -- | -- | ---- |
| Nuremberg      | 3 | 1 | 0 | 13 | 3  | 7    |
| Anderlecht     | 1 | 1 | 2 | 7  | 10 | 3    |
| Internazionale | 1 | 0 | 3 | 3  | 10 | 2    |

|     | NOR | AND | Int |
| --- | --- | --- | --- |
| NOR |     | 5-1 | 3-0 |
| AND | 2-2 |     | 3-1 |
| INT | 0-3 | 2-1 |     |

### Grupo A2
| Club            | G | E | P | GF | GC | Pts. |
| --------------- | - | - | - | -- | -- | ---- |
| Ajax            | 2 | 2 | 0 | 7  | 3  | 6    |
| Torino          | 1 | 1 | 2 | 8  | 8  | 3    |
| Atlético Madrid | 1 | 1 | 2 | 5  | 9  | 3    |

|     | AJA | TOR | ATM |
| --- | --- | --- | --- |
| AJA |     | 3-1 | 2-0 |
| TOR | 1-1 |     | 5-2 |
| ATM | 1-1 | 2-1 |     |

### Grupo A3
| Club            | G | E | P | GF | GC | Pts. |
| --------------- | - | - | - | -- | -- | ---- |
| Sporting        | 2 | 1 | 1 | 6  | 5  | 5    |
| FK Dukla Prague | 1 | 1 | 1 | 3  | 2  | 3    |
| Rapid Vienna    | 1 | 0 | 2 | 4  | 6  | 2    |

|     | SCP | DUK | RAP |
| --- | --- | --- | --- |
| SCP |     | 1-1 | 4-1 |
| DUK | 0-1 |     | np  |
| RAP | 3-0 | 0-2 |     |

### Grupo A4
| Club           | G | E | P | GF | GC | Pts. |
| -------------- | - | - | - | -- | -- | ---- |
| Feyenoord      | 2 | 2 | 0 | 8  | 2  | 6    |
| Saint-Étienne  | 1 | 2 | 1 | 5  | 5  | 4    |
| Standard Liège | 0 | 2 | 2 | 5  | 11 | 2    |

|     | FEY | ASE | STA |
| --- | --- | --- | --- |
| FEY |     | 2-0 | 4-0 |
| ASE | 0-0 |     | 2-0 |
| STA | 2-2 | 3-3 |     |

### Grupo A5
| Club           | G | E | P | GF | GC | Pts. |
| -------------- | - | - | - | -- | -- | ---- |
| RCD Español    | 3 | 0 | 1 | 7  | 3  | 6    |
| 1860 Munich    | 3 | 0 | 1 | 9  | 6  | 6    |
| Austria Vienna | 0 | 0 | 4 | 4  | 11 | 0    |

|     | ESP | MUN | AUS |
| --- | --- | --- | --- |
| ESP |     | 2-0 | 1-0 |
| MUN | 2-1 |     | 5-2 |
| AUS | 1-3 | 1-2 |     |

### Grupo A6
| Club         | G | E | P | GF | GC | Pts. |
| ------------ | - | - | - | -- | -- | ---- |
| ADO Den Haag | 3 | 0 | 1 | 6  | 4  | 6    |
| RCF Paris    | 2 | 1 | 1 | 5  | 3  | 5    |
| Lugano       | 0 | 1 | 3 | 2  | 6  | 1    |

|     | ADO | RCF | LUG |
| --- | --- | --- | --- |
| ADO |     | 2-0 | 2-0 |
| RCF | 3-0 |     | 2-1 |
| LUG | 1-2 | 0-0 |     |

### Grupo B1
| Club            | G | E | P | GF | GC | Pts. |
| --------------- | - | - | - | -- | -- | ---- |
| Karl-Marx-Stadt | 3 | 2 | 1 | 9  | 4  | 8    |
| LASK Linz       | 2 | 3 | 1 | 14 | 10 | 7    |
| Helsingborg     | 3 | 1 | 2 | 10 | 9  | 7    |
| Biel-Bienne     | 0 | 2 | 4 | 8  | 18 | 2    |

|     | KMS | LIN | HEL | BIE |
| --- | --- | --- | --- | --- |
| KMS |     | 1-1 | 3-0 | 3-0 |
| LIN | 2-0 |     | 4-1 | 3-3 |
| HEL | 0-0 | 2-1 |     | 3-0 |
| BIE | 1-2 | 3-3 | 1-4 |     |

### Grupo B2
| Club              | G | E | P | GF | GC | Pts. |
| ----------------- | - | - | - | -- | -- | ---- |
| Empor Rostock     | 5 | 1 | 0 | 10 | 3  | 11   |
| Katowice          | 3 | 0 | 3 | 4  | 5  | 6    |
| Örebro            | 2 | 1 | 3 | 14 | 4  | 5    |
| La Chaux-de-Fonds | 1 | 0 | 5 | 4  | 20 | 2    |

|     | HAN | KAT | ÖRE | LCF |
| --- | --- | --- | --- | --- |
| HAN |     | 2-0 | 1-0 | 3-1 |
| KAT | 0-1 |     | 1-0 | 2-1 |
| ÖRE | 1-1 | 0-1 |     | 9-0 |
| LCF | 1-2 | 1-0 | 0-4 |     |

### Grupo B3
| Club              | G | E | P | GF | GC | Pts. |
| ----------------- | - | - | - | -- | -- | ---- |
| Slovan Bratislava | 5 | 0 | 1 | 15 | 7  | 10   |
| Wiener SC         | 2 | 2 | 2 | 12 | 14 | 6    |
| Malmö FF          | 2 | 1 | 3 | 9  | 12 | 5    |
| Hamburg           | 1 | 1 | 4 | 13 | 16 | 3    |

|     | SLO | WSC | MAL | HAM |
| --- | --- | --- | --- | --- |
| SLO |     | 3-1 | 0-1 | 1-0 |
| WSC | 0-4 |     | 4-2 | 4-2 |
| MAL | 1-2 | 1-1 |     | 3-1 |
| HAM | 4-5 | 2-2 | 4-1 |     |

### Grupo B4
| Club             | G | E | P | GF | GC | Pts. |
| ---------------- | - | - | - | -- | -- | ---- |
| Košice           | 5 | 0 | 1 | 12 | 6  | 10   |
| Szombierki Bytom | 4 | 0 | 2 | 12 | 9  | 8    |
| Djurgården       | 2 | 0 | 4 | 12 | 14 | 4    |
| Werder Bremen    | 1 | 0 | 5 | 6  | 13 | 2    |

|     | KOS | SZO | DJU | WER |
| --- | --- | --- | --- | --- |
| KOS |     | 2-0 | 3-2 | 3-1 |
| SZO | 3-2 |     | 3-1 | 2-0 |
| DJU | 0-1 | 4-2 |     | 3-4 |
| WER | 0-1 | 0-2 | 1-2 |     |

### Grupo B5
| Club              | G | E | P | GF | GC | Pts. |
| ----------------- | - | - | - | -- | -- | ---- |
| Lokomotíva Košice | 5 | 0 | 1 | 17 | 6  | 10   |
| Carl Zeiss Jena   | 3 | 2 | 1 | 8  | 3  | 8    |
| Austria Salzburg  | 1 | 2 | 3 | 2  | 9  | 4    |
| Horsens           | 0 | 2 | 4 | 3  | 12 | 2    |

|     | LOK | CZJ | AUS | HOR |
| --- | --- | --- | --- | --- |
| LOK |     | 2-0 | 2-0 | 5-1 |
| CZJ | 3-1 |     | 3-0 | 2-0 |
| AUS | 0-4 | 0-0 |     | 0-0 |
| HOR | 2-3 | 0-0 | 0-2 |     |

### Grupo B6
| Club            | G | E | P | GF | GC | Pts. |
| --------------- | - | - | - | -- | -- | ---- |
| Odra Opole      | 5 | 1 | 0 | 9  | 1  | 11   |
| Jednota Trenčín | 3 | 1 | 2 | 9  | 4  | 7    |
| Magdeburg       | 3 | 0 | 3 | 12 | 9  | 6    |
| Hvidovre        | 0 | 0 | 6 | 5  | 21 | 0    |

|     | ODR | JED | MAG | HVI |
| --- | --- | --- | --- | --- |
| ODR |     | 2-0 | 1-0 | 2-0 |
| JED | 0-0 |     | 1-0 | 3-0 |
| MAG | 0-2 | 2-1 |     | 4-2 |
| HVI | 1-2 | 0-4 | 2-6 |     |

### Grupo B7
| Club                   | G | E | P | GF | GC | Pts. |
| ---------------------- | - | - | - | -- | -- | ---- |
| Eintracht Braunschweig | 4 | 1 | 1 | 11 | 7  | 9    |
| Lausanne Sports        | 3 | 1 | 2 | 14 | 10 | 7    |
| Tirol Innsbruck        | 2 | 0 | 4 | 8  | 12 | 4    |
| AB                     | 1 | 2 | 3 | 3  | 7  | 4    |

|     | BRA | LAU | WAC | ABK |
| --- | --- | --- | --- | --- |
| BRA |     | 2-1 | 3-1 | 2-0 |
| LAU | 4-1 |     | 4-2 | 2-2 |
| WAC | 1-2 | 3-2 |     | 0-1 |
| ABK | 0-0 | 0-1 | 0-2 |     |

### Grupo B8
| Club         | G | E | P | GF | GC | Pts. |
| ------------ | - | - | - | -- | -- | ---- |
| Legia Warsaw | 4 | 2 | 0 | 16 | 6  | 10   |
| Hannover 96  | 3 | 2 | 1 | 16 | 7  | 8    |
| Frem         | 2 | 1 | 3 | 7  | 9  | 5    |
| Bellinzona   | 0 | 1 | 5 | 3  | 20 | 1    |

|     | LEG | H96 | FRE | BEL |
| --- | --- | --- | --- | --- |
| LEG |     | 2-2 | 4-0 | 4-0 |
| H96 | 2-3 |     | 3-0 | 4-1 |
| FRE | 1-2 | 0-0 |     | 2-0 |
| BEL | 1-1 | 1-5 | 0-4 |     |

## Campeón
Los clubes campeones fueron:
- FC Nürnberg
- Ajax Ámsterdam
- Sporting de Lisboa
- Feyenoord Rottherdam
- RCD Español
- ADO Den-Haag
- FC Karl-Marx Stadt
- Hansa Rostock
- ŠK Slovan Bratislava
- VSS Košice
- Lokomotiva Košice
- Odra Opole
- Eintracht Braunschweig
- Legia Varsovia